# مليكة كيشينو
مليكة كيشينو (اليابانية): ، كيشينو ماريكا؛ من مواليد (16 يوليو 1971) هي ملحنة يابانية مقيمة في كولونيا، ألمانيا.
ولدت مليكة كيشينو في كيوتو عام 1971. درست الحقوق في جامعة دوشيشا ثم جاءت إلى فرنسا عام 1995 لدراسة التأليف. درست في مدرسة المعليمين في باريس للموسيقى مع يوشيهيسا تايرا ، وفي المعهد الوطني العالي للموسيقى والرقص في ليون مع روبرت باسكال وفي معهد البحث والتنسيق الصوتي (ايرسام) مع فيليب ليرو. انتقلت إلى كولونيا في عام 2006. تم نشر أعمالها بواسطة ايديزيوني سوفين زربوني في ميلانو.